# Aşağı Quşçu
Aşağı Quşçu è un comune dell'Azerbaigian situato nel distretto di Tovuz. Conta una popolazione di 8 702 abitanti.